# Yuccamyces pilosus
Yuccamyces pilosus är en svampart som först beskrevs av R.F. Castañeda, och fick sitt nu gällande namn av R.F. Castañeda 1991. Yuccamyces pilosus ingår i släktet Yuccamyces, divisionen sporsäcksvampar och riket svampar.   Inga underarter finns listade i Catalogue of Life.